# Cantone di Marcq-en-Barœul
Il Cantone di Marcq-en-Barœul era una divisione amministrativa dell'arrondissement di Lilla.
È stato soppresso a seguito della riforma complessiva dei cantoni del 2014, che è entrata in vigore con le elezioni dipartimentali del 2015.
Comprendeva i comuni di:
- Bondues
- Marcq-en-Barœul